# Nordiidrocapsaicina
La nordiidrocapsaicina è un composto chimico presente, in diverse concentrazioni, in piante del genere Capsicum (ad esempio nel peperoncino piccante).

## Proprietà
Come la capsaicina, è irritante. La nordiidrocapsaicina rappresenta circa il 7% della miscela totale dei capsaicinoidi e ha circa la metà della piccantezza della capsaicina. La pura nordiidrocapsaicina è un composto lipofilo incolore e inodore, che può essere da cristallino a ceroso. Sulla scala di Scoville ha 9'100'000 SHU.